# Gare de Saint-Étienne-Le Clapier
Gare de Saint-Étienne-Le Clapier – przystanek kolejowy w Saint-Étienne, w departamencie Loara, w regionie Owernia-Rodan-Alpy, we Francji.
Jest przystankiem Société nationale des chemins de fer français (SNCF), obsługiwanym przez pociągi TER Rhône-Alpes.

## Położenie
Znajduje się na wysokości 532 m n.p.m., na km 135,631 linii Saint-Georges-d’Aurac – Saint-Étienne, pomiędzy przystankami Saint-Étienne-Bellevue i Saint-Étienne-Carnot.